# Euplectus acomanus
Euplectus acomanus är en skalbaggsart som beskrevs av Thomas Casey 1908. Euplectus acomanus ingår i släktet Euplectus och familjen kortvingar. Inga underarter finns listade i Catalogue of Life.